# ききょうバス

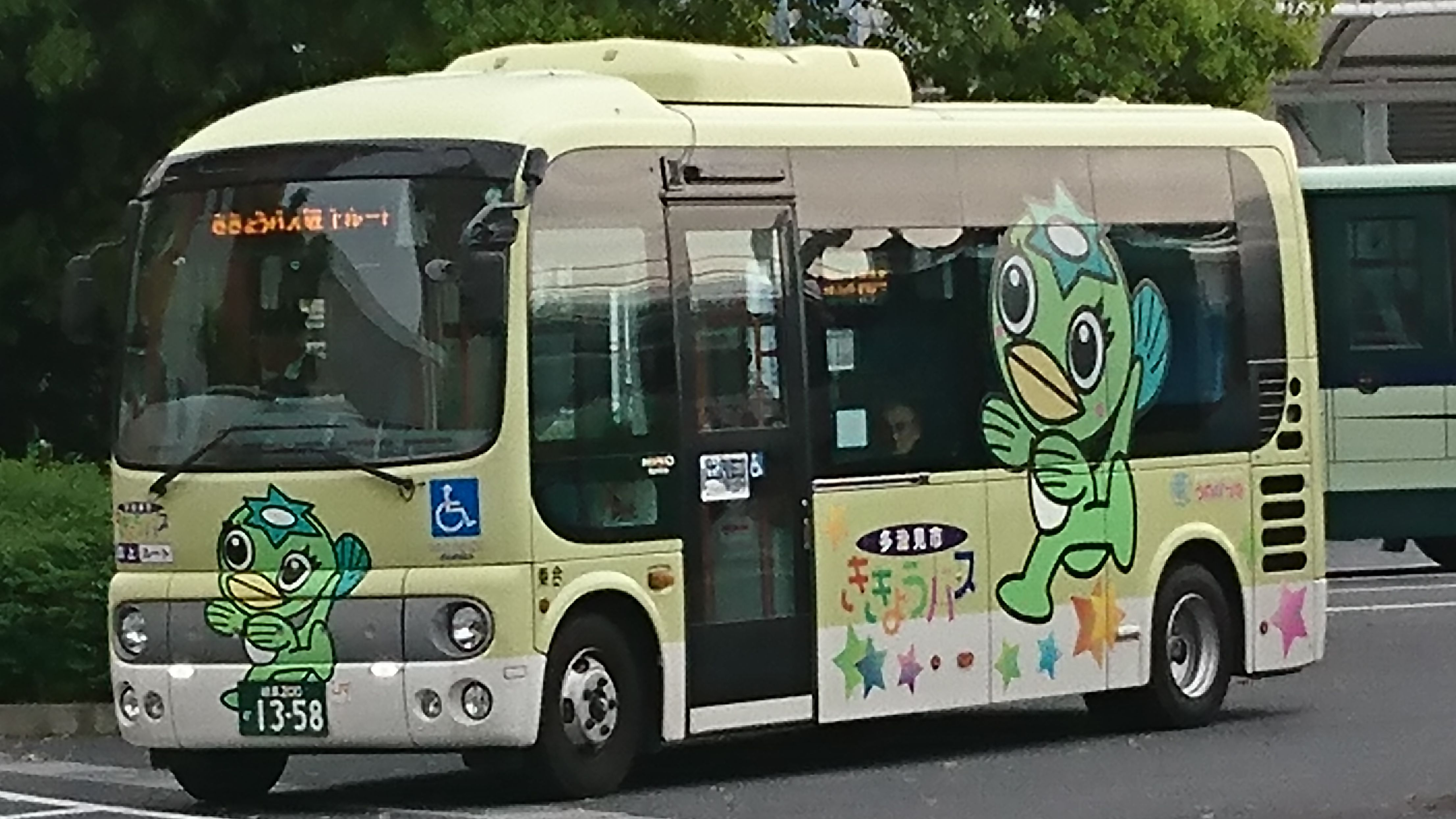
坂上ルート：日野ポンチョ（東濃鉄道）

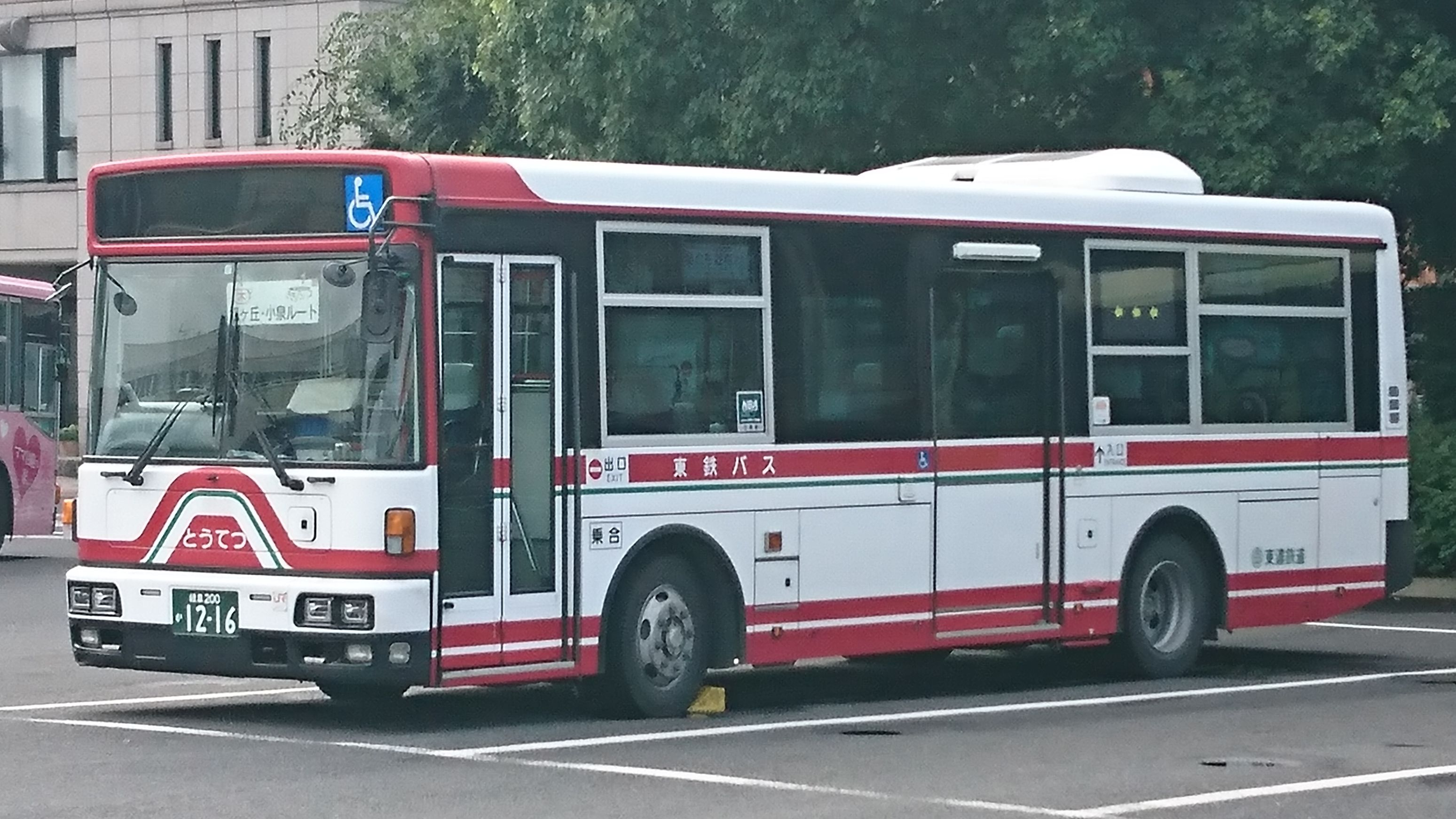
旭ヶ丘・小泉ルート（木曜日）：エアロミディ-S（東濃鉄道）

ききょうバスとは、岐阜県多治見市が東濃鉄道と東鉄タクシーに委託して運行しているコミュニティバスである。名称は、多治見市の花であるキキョウに由来する。

## 現在運行中のルート

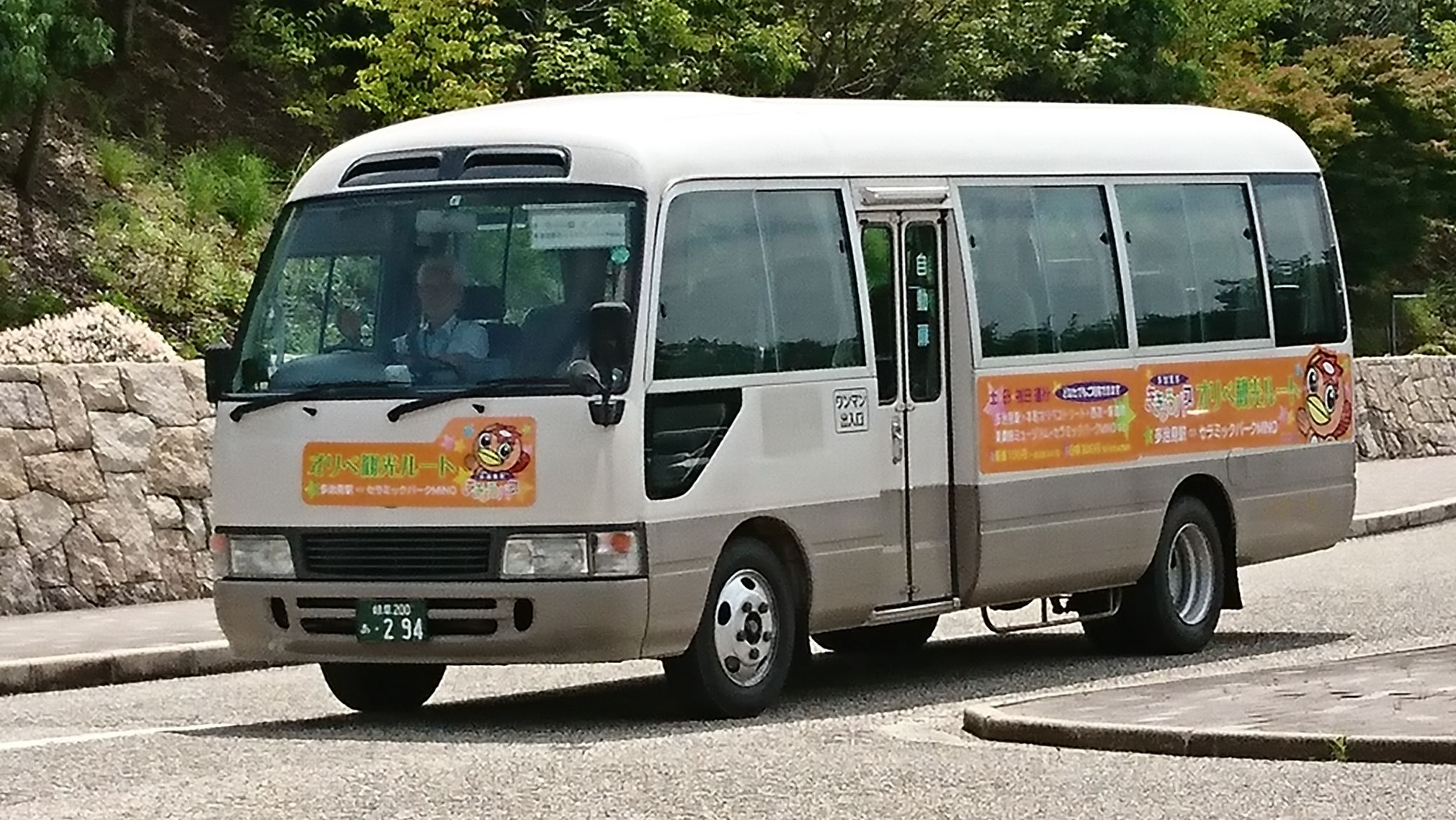
オリベ観光ルート：コースター（東鉄タクシー）

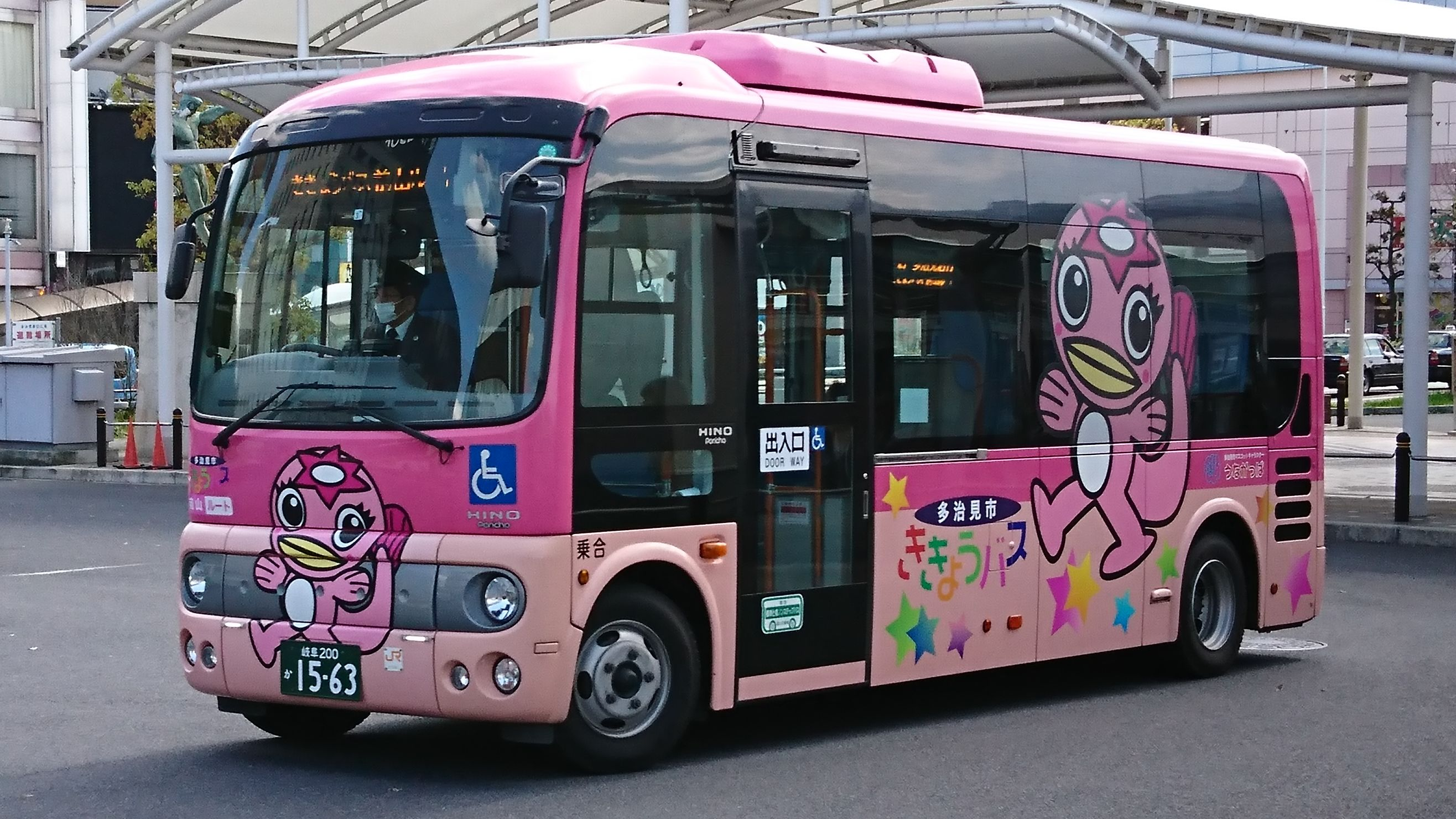
前山ルート：ポンチョ（東濃鉄道）

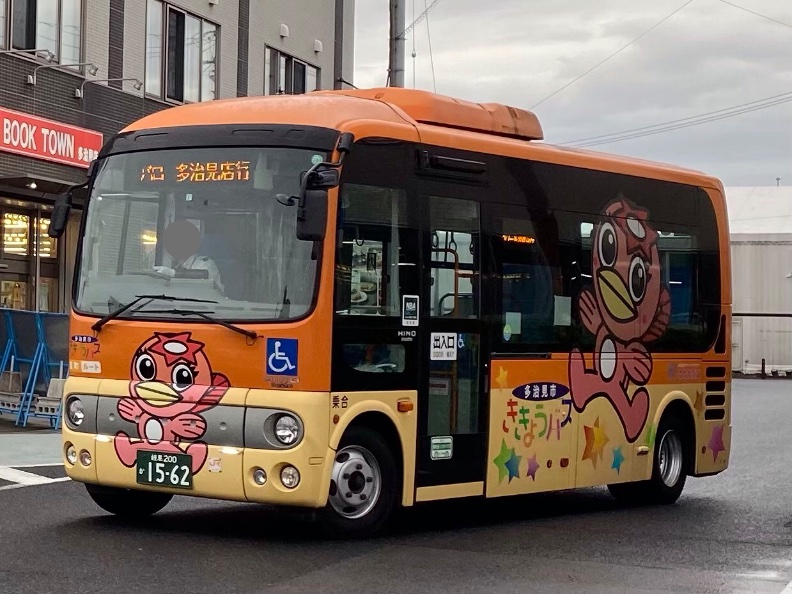
宝町ルート：ポンチョ（東濃鉄道）

オリベ観光ルートのみ東鉄タクシーが担当。それ以外は東濃鉄道が担当する。
詳細なルートは、ききょうバスの公式サイトを参照。
- 坂上ルート - 毎日運行。
- 前山ルート - 毎日運行。
- 宝町ルート - 毎日運行。
- オリベ観光ルート - 土曜・日曜・祝日運行。

## 過去に運行されていたルート

### 2014年9月30日以降
- 坂上ルート -　毎日運行
- 前山ルート -　毎日運行
- 宝町ルート -　毎日運行
- オリベ観光ルート - 土日祝日運行(東鉄タクシー運行)

### 2013年4月15日から2014年9月30日まで
2013年4月15日から、2014年9月30日までは、以下のルートが運行されていた。
- 坂上ルート - 毎日運行
- 前山ルート - 毎日運行
- 小泉ルート - 毎日運行（但し、平日と土曜・日曜・祝日で、ルート・ダイヤが異なる）。
- 総合福祉センター・太平公園線 - 祝日を除く平日運行（日によってルートが異なる）。

### 2013年4月14日以前
2013年4月14日までは、以下のルートが運行されていた。
- 北ルート - 平日運行。ただし祝日を除く。
- 南ルート - 毎日運行。
- オリベルート - 土曜・日曜・祝日に運行。
- 駅周ルート
- 総合福祉センター・太平公園線 - 日によってルートが変更される。

## 車両
毎日運行の坂上ルートは青、前山ルートはピンク、宝町ルートはオレンジ色のそれぞれ専用の塗装が施された日野・ポンチョが使用される。各車両に多治見市マスコットキャラクター・うながっぱが描いてある。予備車も日野・ポンチョで、一台宝町ルートと同じオレンジ色の車両がある。
オリベ観光ルートは東鉄タクシーの日野・リエッセが使用される。

## 運賃
100円、または200円で乗車できる。
また、東濃鉄道のバスで多治見駅前・多治見駅北口バス停で降車時に運転手にききょうバスに乗り継ぐことを告げると乗り継ぎ券が貰え、100円分乗ることができる。
一部の指定されたバス停とその他のバス停をまたがって乗車した場合に200円となる。指定されたバス停は、ききょうバスの公式サイトを参照。

## 歴史
| 過去のききょうバス車両（日野・リエッセII：東濃鉄道）現在はこの塗装のまま多治見市自主運行バスに使用されている。 |  | 過去のききょうバス車両（日野・リエッセII：東濃鉄道）現在はこの塗装のまま多治見市自主運行バスに使用されている。 |
| 過去のききょうバス車両（日野・リエッセII：東濃鉄道）現在はこの塗装のまま多治見市自主運行バスに使用されている。 |  | |

- 2003年6月20日 - 7ヶ月間の予定でコミュニティバス実証実験を実施。
- 2003年6月1日 - オリベルートに「虎渓山東口」バス停を新設。
- コミュニティバス実証実験の終了を、2004年1月19日から2004年9月30日まで延長。
- 2004年10月1日 - 路線の改編。北ルートを坂上地区に乗り入れ。
- 2005年8月1日 - 福祉センター送迎バスをききょうバスに統合。
- 2013年4月15日 - ルート・ダイヤ改正。
- 2014年10月1日 - ルート・ダイヤ改正。
- 2019年4月1日 - 坂上ルートに「平和町5・土岐川観察館前」バス停を新設。それに伴い、坂上ルートは一部ルート変更。